# Odontopera prolita
Odontopera prolita är en fjärilsart som beskrevs av Eugen Wehrli 1936. Odontopera prolita ingår i släktet Odontopera och familjen mätare. Inga underarter finns listade i Catalogue of Life.